# Споменик и гробље ослободилаца Београда 1806. године
Споменик и гробље ослободилаца Београда 1806. године налазе се у градској општини Врачар у Карађорђевом парку. Споменик је подигнут 1848. године и представља споменик културе Србије.
Споменик је подигао кнез Александар Карађорђевић и био је први споменик у Београду подигнут у славу историјском догађају, а уједно и први јавни споменик у граду. Остаци устаничког гробља који се налазе у парку представљају дванаест надгробних споменика на гробовима устанка и слични су сеоским надгробним споменицима на подручју Београда из периода 19. века. Споменици су изграђени од жутог камена и обложени вештачким каменом. На мермерним плочама налази се текст посвете и текст о обнови споменика 1889. године.